# Угорники (Івано-Франківський район)
Уго́рники — село в Україні, в Івано-Франківському районі Івано-Франківської області. Входить до складу Івано-Франківської міської громади.

## Історія
Перша згадка про село датується 12 березням 1436 року.
У податковому реєстрі 1515 року в селі документується піп (отже, уже тоді була церква), млин і 3 ланів (близько 75 га) оброблюваної землі.
Після окупації Західноукраїнської Народної Республіки поляками в 1919 році в селі був осередок ґміни Угорнікі та постерунку поліції.
Був дерев'яний храм св. Георгія УГКЦ, 1825 року будівництва. 13 грудня 1974 р. він згорів за нез'ясованих обставин. 11 грудня 1994 р. відбудований на тому самому місці, як храм св. Юрія (УГКЦ).
У 1966—1982 рр. Угорники були районним центром Івано-Франківського району.

## Сьогодення
З точки зору соціальної самоорганізації Угорники забезпечені власною інфраструктурою (школа, лікарська амбулаторія, Народний дім, дитсадок).

## Населення

### Мова
Розподіл населення за рідною мовою за даними перепису 2001 року:
| Мова            | Кількість | Відсоток |
| --------------- | --------- | -------- |
| українська      | 3202      | 99.20%   |
| російська       | 12        | 0.37%    |
| циганська       | 9         | 0.28%    |
| білоруська      | 2         | 0.06%    |
| єврейська       | 1         | 0.03%    |
| інші/не вказали | 2         | 0.06%    |
| Усього          | 3228      | 100%     |

## Відомі люди

#### У районі народилися:
- Михайло Федорович Бунь (1932—2018) — політв'язень, громадський та політичний діяч, почесний громадянин Броварів;
- Степан Витвицький (1884—1965) — політичний діяч, юрист, журналіст, член УНДП;
- Степан Дмитрович Івасишен (1937—2021) — український учений-математик;
- Степан Ленкавський (1904—1977) — один із провідних діячів і ідеологів ОУН, автор «Декалогу українського націоналіста».

#### З селом пов'язані:
- о. Богдан Ганушевський (1912—2001) — священник УГКЦ, український суспільно-політичний та громадсько-культурний діяч. Причетний до організації пластового, сокільського та культурно-просвітницького руху в селі у 1920-х — 1930-х роках;
- о. Михайло Ганушевський (1880—1962) — священник УГКЦ, посол Польського сейму, культурно-громадський діяч. Парох села в 1927–1939 роках. Похований на сільському цвинтарі.
- Стефанишин Василь Ігорович (1997—2022) — лейтенант Збройних сил України, учасник російсько-української війни.

В селі похований Луцький Іван Михайлович — український фахівець у галузі права. Доктор юридичних наук, доктор філософії, доктор канонічного права, митрофорний протопресвітер. (Вважається, що біля його могили відбулося чудо об'явлення Богородиці).

## Галерея

Церква св. Юрія
Школа
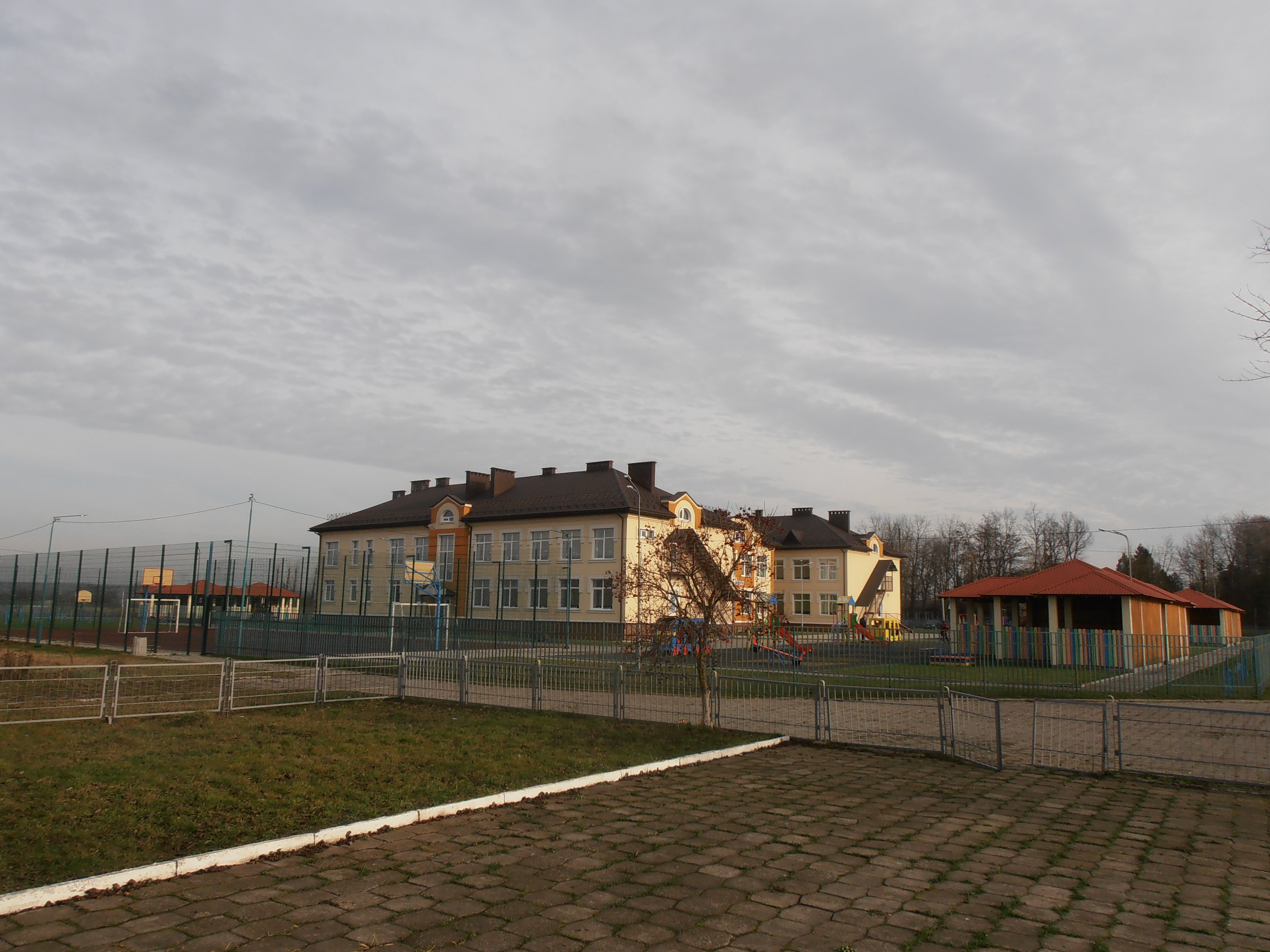
Дитсадок
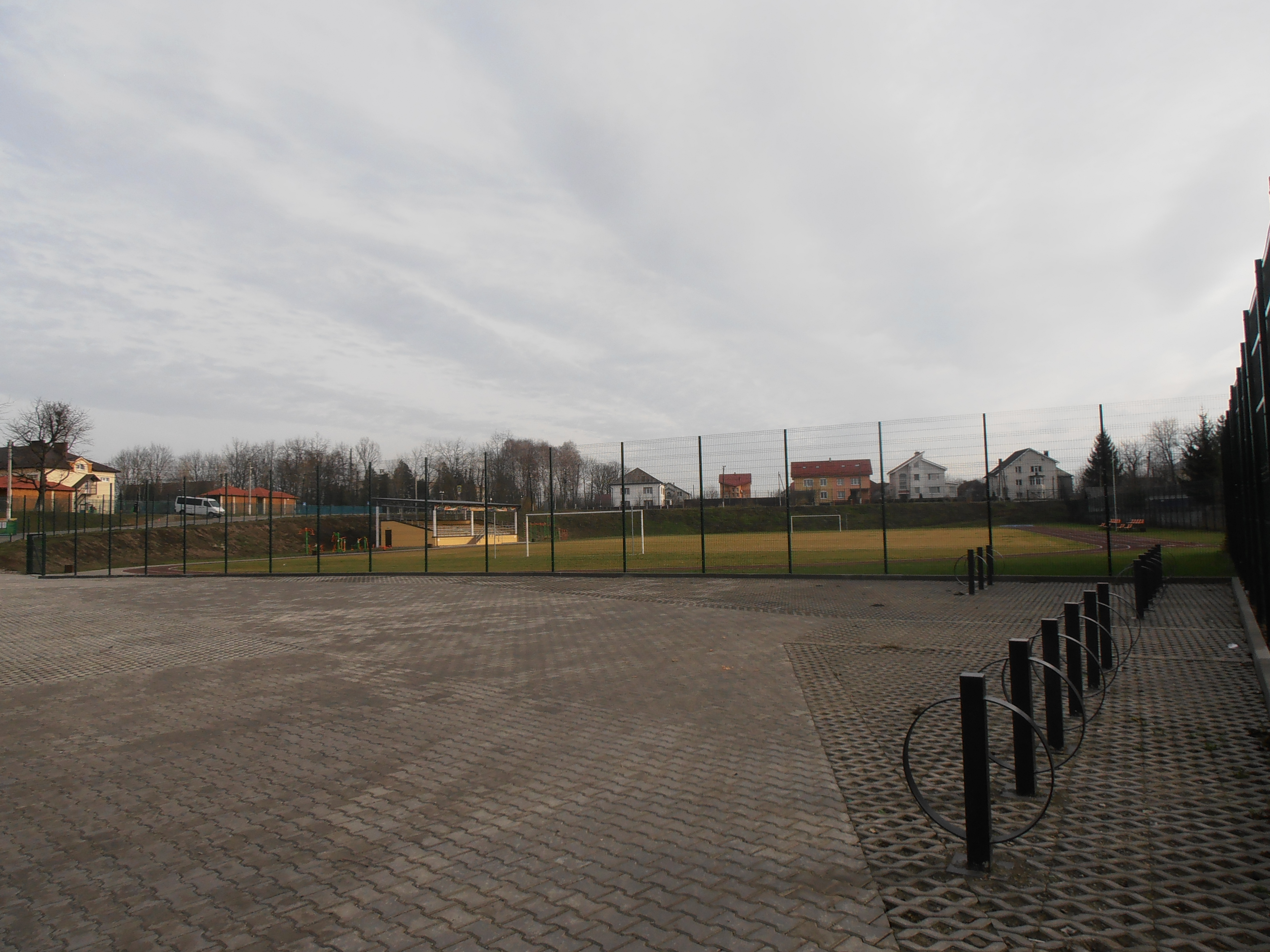
Стадіон
Пам'ятник борцям за волю України
Народний дім
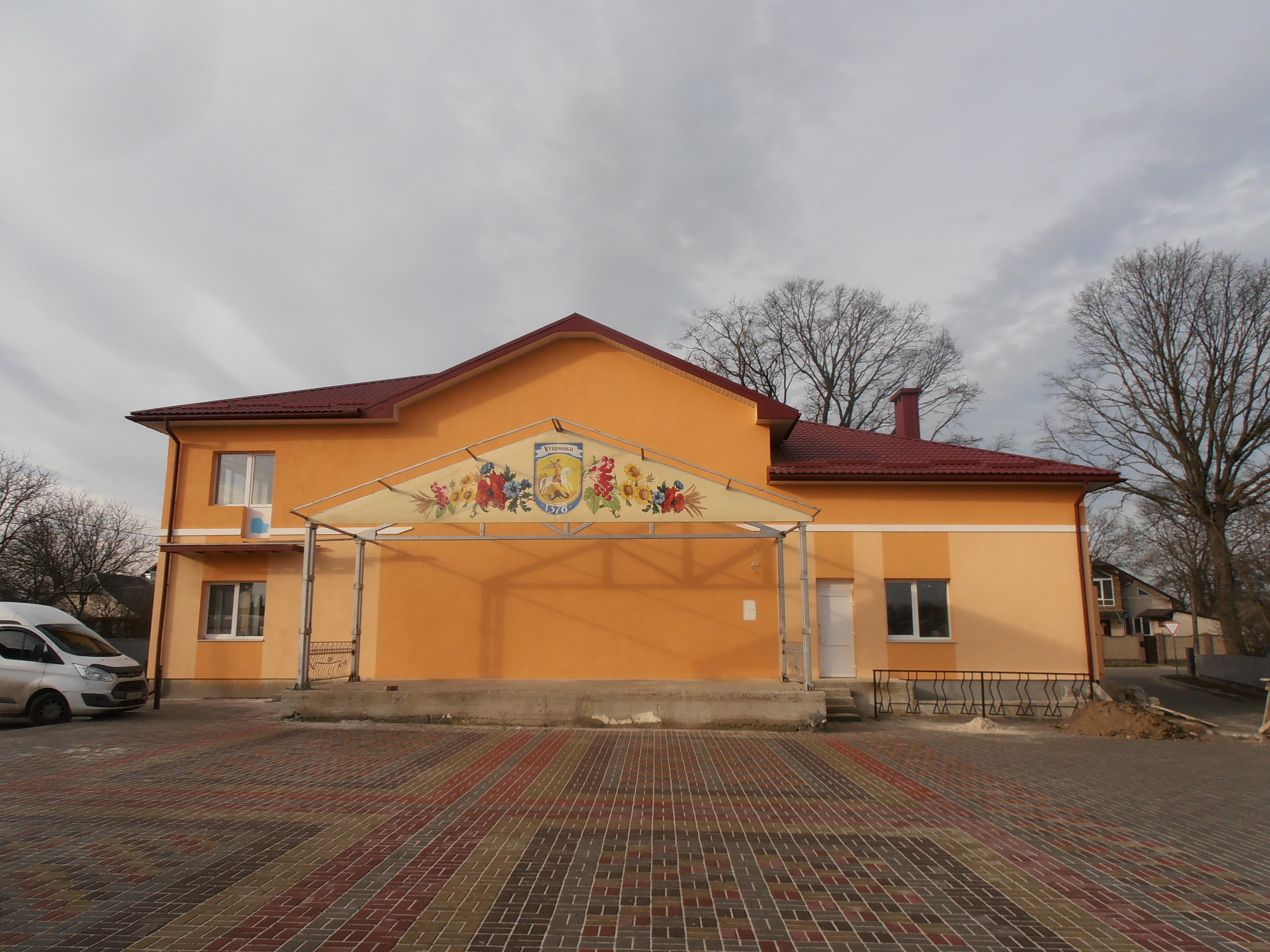
Новий Народний дім
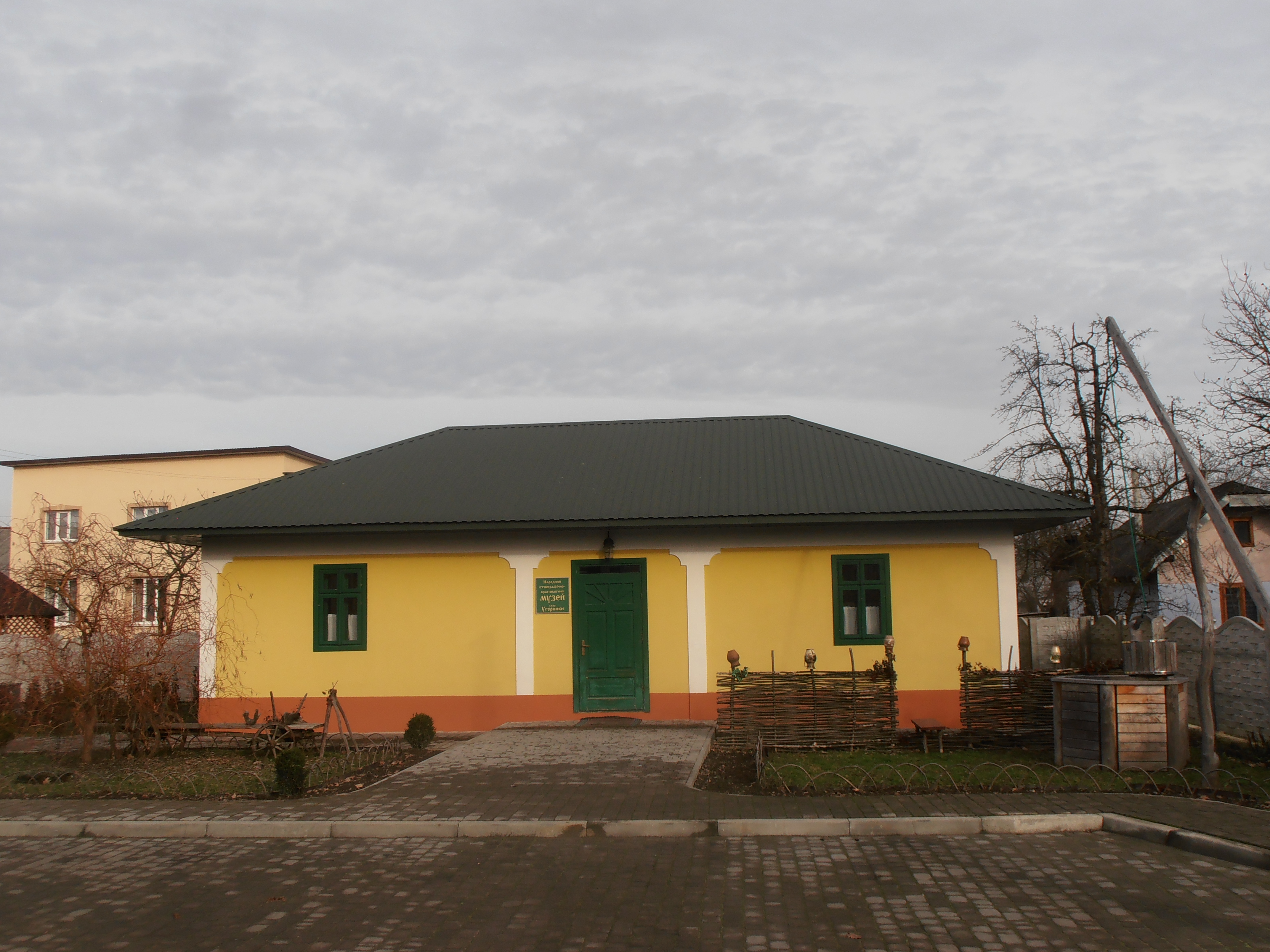
Музей
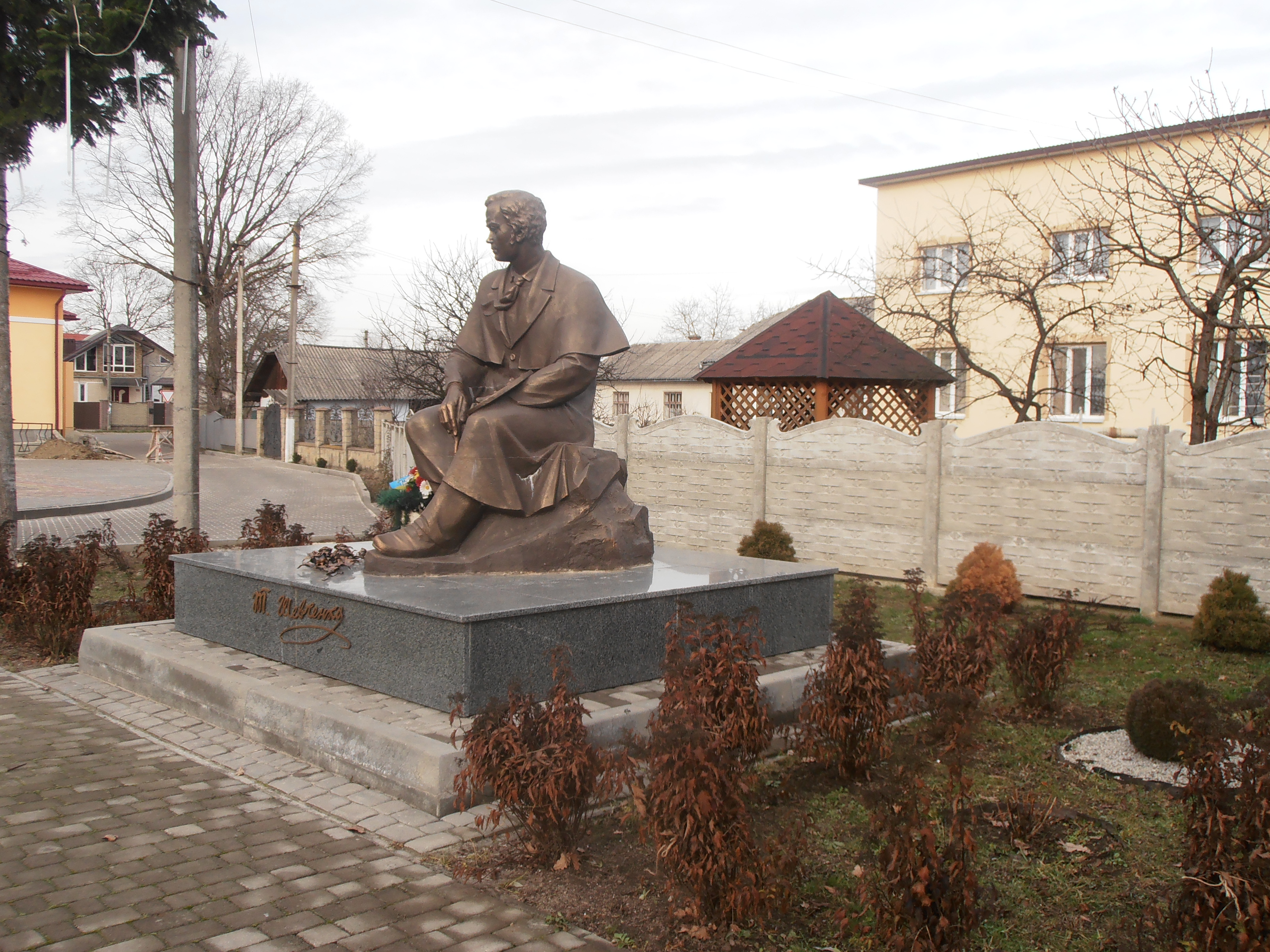
Пам'ятник Шевченкові
Пам'ятник Степану Ленкавському
Дерев'яний хрест
Капличка
Погруддя Л. Українки